# ターミネーター (遺伝学)
遺伝学における、ターミネーター（英: terminator）とは、転写が行われている遺伝子またはオペロンの終端を示す核酸配列部分である。新しく転写されたRNA中の配列がシグナルとなり、転写されたRNAを転写複合体から放出するプロセスが開始される。このプロセスにはmRNAの二次構造と転写複合体との直接的な相互作用、または呼び寄せられた終結反応因子による間接的な効果が含まれる。mRNAの放出によってRNAポリメラーゼと関連する転写装置は自由となり、新たなmRNAの転写サイクルが開始される。

## 細菌

細菌の転写終結メカニズムの簡潔な模式図。ρ非依存的な転写終結 (上) では、ヘアピン構造が新生mRNAに形成され、NusAタンパク質と相互作用してRNAポリメラーゼ複合体からの転写産物の放出が促進される。ρ依存的な転写終結 (下) では、ρタンパク質が上流の rut 部位に結合し、mRNA上を下流へ移動してRNAポリメラーゼ複合体と相互作用し、転写産物の放出を促進する。

細菌のゲノム中には、ρ（Rho） 依存的ターミネーターと非依存的ターミネーターという2つのクラスのターミネーターが同定されている。広く分布するこれらの配列は、遺伝子またはオペロンの転写の正常な完了による終結や、転写減衰においてみられるような調節手段としての早期終結、そして、上流のターミネーターを逃れた転写複合体に対する終結の保証を担っており、細胞が不必要な転写にエネルギーを消費することを防いでいる。

### ρ依存的ターミネーター
ρ依存的な転写ターミネーターは、mRNA-DNA-RNAポリメラーゼ複合体を解体するために、ρ因子（Rho因子）と呼ばれるRNAヘリカーゼ活性を示すタンパク質を必要とする。ρ依存的ターミネーターは、細菌とファージに見られる。ρ依存的ターミネーターは、翻訳の終止コドンの下流に位置しており、そのコンセンサス配列は同定されていないものの、二次構造を持たないシトシンに富んだ配列からなるrut部位（rho utilization site）と、下流のtsp（transcription stop point）から構成される。rutはρ因子がmRNAに結合し活性化される部位である。活性化によって、rutとの結合が保たれている間はρ因子は効率的にATPを加水分解し、mRNA上を下流へ移動する。ρ因子がtspで止まっているRNAポリメラーゼに追いついて接触すると、ρ因子のRNAポリメラーゼへのアロステリック効果を伴うメカニズムによって転写複合体の解離が促進される。

### ρ非依存的ターミネーター
内因性ターミネーター（intrinsic terminator）もしくはρ非依存的ターミネーターは、伸長している転写産物のヘアピン構造の形成を必要とし、それによってmRNA-DNA-RNAポリメラーゼ複合体が解体される。ターミネーター配列のDNAは、20 bp程度のGCに富んだ逆相補的（reverse complement）配列と"T stretch"と呼ばれる短いポリ(T)配列を含んでおり、転写されてヘアピン構造と7–9ヌクレオチド程度の"U tract"が形成される。転写の終結は、ヘアピン構造の形成によって、RNAポリメラーゼへのアロステリック効果で直接的に解離が促進されるというメカニズムと、RNAポリメラーゼの進行が止まって不安定化することで解離の可能性が高まるというメカニズムとの組み合わせで起こるという仮説が立てられている。さらに、転写伸長因子のNusAがRNAポリメラーゼとヘアピン構造とに相互作用すると、転写終結が促進される。

## 真核生物
真核生物のmRNAの転写では、終結のシグナルはRNAポリメラーゼII（pol II）に結合したタンパク質因子によって認識され、終結プロセスが開始される。ポリ(A)付加シグナルがmRNAへ転写されると、CPSF（cleavage and polyadenylation specificity factor）とCstF（cleavage stimulation factor）がpol IIのCTD（C-terminal domain）からポリ(A)付加シグナルへ移動する。その後、これらの2つの因子は他のタンパク質を呼び寄せて転写産物を切断し、ポリアデニル化として知られるプロセスによってmRNAの 3'末端に約200塩基のポリA鎖が付加される。このプロセシングの間もRNAポリメラーゼは数百から数千塩基にわたって転写を続け、最終的にDNAから解離する。そのメカニズムは不明だが、魚雷モデル（torpedo model）とアロステリックモデルという2つのモデルが提唱されている。

### 魚雷モデル（torpedo model）
mRNAが完全に転写されてポリ(A)付加シグナルで切断された後も、残されたRNA鎖はpol IIとDNAの鋳型に結合したままであり、転写は続けられる。切断の後、エキソヌクレアーゼが残されたRNA鎖に結合し、新たに転写されたヌクレオチドを除去しながらpol IIへ向かって移動する。このエキソヌクレアーゼはヒトではXRN2である。このモデルではXRN2が残されたRNAを分解しながら5'から3'へ、pol IIに到達するまで進行すると仮定されている。pol IIに到達するとエキソヌクレアーゼはpol IIのユニットをDNAから押し出し、転写を終結させるとともに残ったRNA鎖を完全に除去する。
ρ依存的な転写終結と同様に、XRN2はpol IIをDNAの鋳型から押し出すか、鋳型をpol IIから引き抜くかによって、解離を引き起こす。しかし、どのメカニズムで起こるのかはまだ不明であり、解離のメカニズムが1つではない可能性もある。
転写されたmRNAをエキソヌクレアーゼによる分解から防ぐために、mRNAには5'キャップが付加される。これはmRNAの先頭に付加される修飾されたグアニンで、エキソヌクレアーゼが結合してRNA鎖を分解するのを防いでいる。3'のポリ(A)テールも、同じように他のエキソヌクレアーゼから保護するためにmRNAの末端に付加される。

### アロステリックモデル
アロステリックモデルは、pol IIがシグナルを転写した後にpol II結合タンパク質が結合または解離し、それに伴うpol IIの構造的な変化によってDNA鎖からの解離が起こることを示唆している。ポリ(A)付加シグナルの配列が終結のシグナルとして機能すると考えられている。
通常pol IIは、効率的にDNAを一本鎖のmRNAへ転写することができる、しかしながら、ポリ(A)付加シグナルを転写すると、pol IIのCTDから結合タンパク質が失われることによってpol IIのコンフォメーションの遷移が引き起こされる。このコンフォメーション変化によってpol IIのプロセシビティが低下し、DNA-RNAの基質から解離しやすい状態となる。この場合、転写の終結はRNAの分解によって完了するのではなく、RNAポリメラーゼの伸長効率が限定されることで、ポリメラーゼが解離して転写サイクルが終了する可能性が高くなることで起こる。